# Mona Simonsen
Mona Simonsen (?, 1991. május 14. –) feröeri úszónő.

## Pályafutása
A 2007-es Szigetjátékokon váltóban négy arany-, egyéniben pedig egy bronzérmet szerzett, utóbbit 800 m gyorson. A 2009-es Szigetjátékokon egyéniben és váltóban összesen öt számban indult, ebből hármat megnyert (egyet a váltóval és kettőt egyéniben).
Részt vett a 2007-es úszó-világbajnokságon Melbourne-ben, ahol a selejtezőben 800 m gyorson feröeri csúcsot úszott. A 2007-es rövid pályás úszó-Európa-bajnokságon, Debrecenben 800 m gyorson 12. lett; két év múlva a 2009-es rövid pályás EB-n a 17. legjobb időt érte el.